# Pero Budmani
Petar Pero Budmani (cyrilicí Петар Перо Будмани, 27. října 1835 Dubrovník – 27. prosince 1914 Castelferretti), byl srbský lingvista a rakouský politik, v 2. polovině 19. století poslanec Říšské rady.

## Biografie
Vychodil školu v rodném Dubrovníku v letech 1841–1853. Studoval medicínu a pak práva ve Vídni, ale ani jeden obor nedokončil. Už během studií ve Vídni se zabýval lingvistikou. Roku 1867 vydal spis Grammatica della lingua serbo-croata (illirica). V roce 1869 složil učitelské zkoušky v oboru klasických jazyků. Do roku 1882 pracoval jako pedagog na gymnáziu v Dubrovníku. Během svého působení v Dubrovníku napsal několik jazykovědných studií, zejména spis o místním dubrovnickém nářečí (Dubrovački dijalekat kako se sada govori). Roku 1883 převzal po zesnulém Đuro Daničićovi vedení redakce velkého srbochorvatského slovníku, který vydávala akademie věd v Záhřebu a v této funkci působil až do roku 1907. Od roku 1883 byl dopisujícím, později řádným, členem Jihoslovanské akademie věd v Záhřebu. Byl rovněž členem Srbské královské akademie a akademie věd v Sankt Petěrburgu.
Byl zvolen na Dalmatský zemský sněm. Ten ho roku 1870 delegoval i do Říšské rady (celostátní parlament, volený nepřímo zemskými sněmy). Opětovně byl zemským sněmem do Říšské rady delegován roku 1872 za kurii městskou a obchodních a živnostenských komor v Dalmácii. Složil slib 30. ledna 1872.
Poté, co roku 1907 opustil práci na srbochorvatském slovníku, přesídlil do italského Castelferretti, odkud se periodicky vracel do rodného Dubrovníku.